# Paedalgus octatus
Paedalgus octatus är en myrart som beskrevs av Bolton och Robert Belshaw 1993. Paedalgus octatus ingår i släktet Paedalgus och familjen myror. Inga underarter finns listade i Catalogue of Life.